# Švedlár
Švedlár – wieś (obec) na Słowacji położona w kraju koszyckim, w powiecie Gelnica.

## Położenie
Leży w środkowej części doliny Hnilca w Górach Wołowskich. Zabudowania rozłożyły się na terasach rzecznych Hnilca, w miejscu gdzie jego dolina rozszerza się w niewielką kotlinę, nad którą od północy dominuje masyw Bukovca w Hnileckich Wierchach, zaś od południa rozległy masyw Złotego Stołu.

## Historia
Powstał w początkach XIV w. jako górnicza osada założona na terenach należących do Gelnicy. Pierwsze wzmianki o miejscowości pochodzą z roku 1338. Od XV w. należał do majątku feudalnego z siedzibą na Zamku Spiskim.

## Demografia
Według danych z dnia 31 grudnia 2012, wieś zamieszkiwało 2080 osób, w tym 1053 kobiety i 1027 mężczyzn.
W 2001 roku rozkład populacji względem narodowości i przynależności etnicznej wyglądał następująco:
- Słowacy – 84,2%
- Czesi – 0,57%
- Niemcy – 3,47%
- Romowie – 10,62%
- Ukraińcy – 0,31%
- Węgrzy – 0,21%

Ze względu na wyznawaną religię struktura mieszkańców kształtowała się w 2001 roku następująco:
- katolicy rzymscy – 83,58%
- grekokatolicy – 1,5%
- ewangelicy – 10,41%
- prawosławni – 0,57%
- ateiści – 3,21%
- przedstawiciele innych wyznań – 0,1%
- nie podano – 0,41%